# Arås
Arås är en bebyggelse vid södra ändan av Viaredssjön i Borås kommun. Bebyggelsen har sedan 2020 av SCB klassats som en småort.